# Ala cerrada (aeronáutica)
Un ala cerrada en aeronáutica es un ala que tiene dos planos principales que se unen en sus extremos, de modo que no hay puntas de ala convencionales. Entre los diseños de alas cerradas se incluyen el ala anular (comúnmente conocida como «ala cilíndrica» o «ala anular»), el ala unida, el ala en caja y los dispositivos de punta espiral.
Al igual que muchos dispositivos de punta alar, el ala cerrada tiene como objetivo reducir los efectos perjudiciales asociados a los vórtices de punta alar que se producen en las puntas de las alas convencionales. Aunque el ala cerrada no es la única que ofrece estas ventajas, muchos diseños de alas cerradas ofrecen ventajas estructurales con respecto a un ala en cantilever monoplano convencional.

## Características

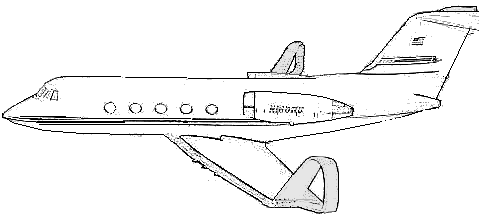
El winglet espiroidal es una superficie alar cerrada unida a la punta de un ala convencional.

Los vórtices de punta de ala constituyen un componente importante de la turbulencia de estela y están asociados a la resistencia inducida, que contribuye de manera significativa a la resistencia total en la mayoría de los regímenes. Un ala cerrada evita la necesidad de puntas de ala y, por lo tanto, se espera que reduzca los efectos de la resistencia de las puntas de ala.
Además de las posibles ventajas estructurales con respecto a las alas en voladizo abiertas, las superficies alares cerradas tienen algunas propiedades aerodinámicas únicas:
- Para un sistema de sustentación limitado a encajar dentro de una caja rectangular de dimensiones horizontales (en el sentido de la envergadura) y verticales fijas, visto en la dirección del flujo libre, la configuración que proporciona la resistencia mínima absoluta inducida por la sustentación para una sustentación vertical total dada es un sistema cerrado, es decir un ala rectangular con superficies de sustentación que ocupan completamente los cuatro límites del área rectangular permitida.[2] Sin embargo, el rendimiento de la resistencia inducida del ala cerrada ideal se puede aproximar mucho con configuraciones abiertas como el ala en C que se describe a continuación. [1]
- Para cualquier sistema de sustentación (o parte de un sistema de sustentación) que forme un bucle cerrado visto en la dirección del flujo libre, la distribución óptima de la sustentación (o circulación) que produce la resistencia inducida mínima para una sustentación vertical total dada no es única, sino que se define solo dentro de una constante en la parte del bucle cerrado. Esto se debe a que, independientemente de cuál sea la distribución de la circulación inicial, se puede añadir una circulación constante a la parte del bucle cerrado sin cambiar la sustentación total del sistema ni la resistencia inducida. [1] Esta es la clave para explicar cómo el ala en C produce casi la misma reducción de la resistencia inducida que el sistema totalmente cerrado correspondiente, como se explica a continuación.

La conclusión es que, aunque los sistemas cerrados pueden producir grandes reducciones de la resistencia inducida en comparación con un ala plana convencional, no hay ninguna ventaja aerodinámica significativa que se derive exclusivamente de su carácter cerrado en lugar de abierto. 

### Configuraciones
Se han descrito varios tipos de alas cerradas:
- Ala en caja
- Ala romboidal
- Ala anular plana
- Ala concéntrica y fuselaje

## Historia

### Años pioneros

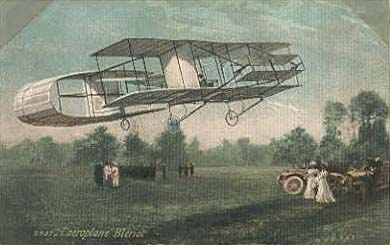
El Blériot IV sustituyó el ala anular delantera de su predecesor por un ala convencional de biplano

Un ejemplo temprano de ala cerrada se encontró en el avión Blériot III, construido en 1906 por Louis Blériot y Gabriel Voisin. Las superficies de sustentación estaban formadas por dos alas anulares montadas en tándem. El posterior Blériot IV sustituyó el ala anular delantera por un biplano y añadió un canard delantero para convertirlo en un avión de tres superficies. Era capaz de despegar con pequeños saltos antes de sufrir daños irreparables.
Basándose en el trabajo de G.J.A. Kitchen, Cedric Lee y G. Tilghman Richards construyeron y volaron varios aviones de alas anulares en los que los segmentos delantero y trasero estaban al mismo nivel. El primero era un biplano. Le siguió una serie de monoplanos, el último de los cuales permaneció en uso hasta 1914.

### Segunda Guerra Mundial
En 1944, el diseñador Ernst Heinkel de la Alemania comenzó a trabajar en un VTOL monoplaza polivalente con alas anulares llamado «Lerche», pero el proyecto fue abandonado poco después. 

### Posguerra
Durante la década de 1950, la empresa francesa SNECMA desarrolló el Coléoptère, un avión VTOL monoplaza con alas anulares. A pesar del desarrollo y las pruebas de varios prototipos, el avión resultó peligrosamente inestable y se abandonó el diseño. Posteriores propuestas de diseños de ala cerrada incluyeron el Convair Modelo 49 Advanced Aerial Fire Support System (AAFSS) y el concepto «Ring Wing» de Lockheed de la década de 1980.
El Dr. Julian Wolkovitch continuó desarrollando la idea en la década de 1980, afirmando que se trataba de una disposición estructural eficiente en la que la cola horizontal proporcionaba soporte estructural al ala y actuaba como superficie estabilizadora. 
El winglet Spiroid, un diseño actualmente en desarrollo por Aviation Partners, es una superficie alar cerrada montada en el extremo de un ala convencional. La empresa anunció que los winglets instalados en un Gulfstream II redujeron el consumo de combustible en la fase de crucero en más de un 10 %.
La empresa finlandesa FlyNano voló un prototipo de avión ultraligero de ala cerrada, el FlyNano Nano, el 11 de junio de 2012.
El avión experimental OW-1, construido en Bielorrusia, es, desde su primer vuelo en 2007, el único avión tripulado con alas cerradas anulares que ha logrado mantener un vuelo horizontal estable. Las pruebas de vuelo demostraron que los aviones de ala cerrada anular se ven menos afectados por los vientos cruzados que los aviones con otras configuraciones de alas.

Un ala cerrada anular

Entre los ejemplos modernos diversos se incluyen:
- Estudio de Stanford[14]
- Ala anular de Lockheed

Las alas cerradas siguen estando confinadas principalmente al ámbito de los estudios y los diseños conceptuales, ya que aún no se han superado los retos de ingeniería que plantea el desarrollo de un ala cerrada resistente y autoportante para su uso en los grandes aviones comerciales, que serían los que más se beneficiarían del aumento de la eficiencia.
El ala cerrada también se utiliza en el agua, para las aletas de las tablas de surf, del tipo también conocido como «aleta túnel».

## Ala en C
El ala en C es una configuración teórica en la que se elimina gran parte de la sección central superior de un ala en caja, creando un ala que se pliega hacia arriba y hacia abajo en las puntas, pero que no se une en el centro. Un ala en C puede alcanzar un rendimiento de resistencia inducida muy similar al de un ala en caja correspondiente, como se muestra en los cálculos que se ilustran a continuación.
Cada una de las tres primeras filas de la ilustración muestra una configuración diferente del ala en C a medida que se realiza una secuencia de cálculos teóricos de resistencia inducida en los que las puntas de las alas se acercan entre sí, culminando en el caso límite de la derecha, donde la separación se ha reducido a cero y la configuración se ha convertido en un ala cerrada (denominada «ala en C cuasi cerrada» porque los cálculos se realizaron en el límite a medida que la separación se reducía a cero).

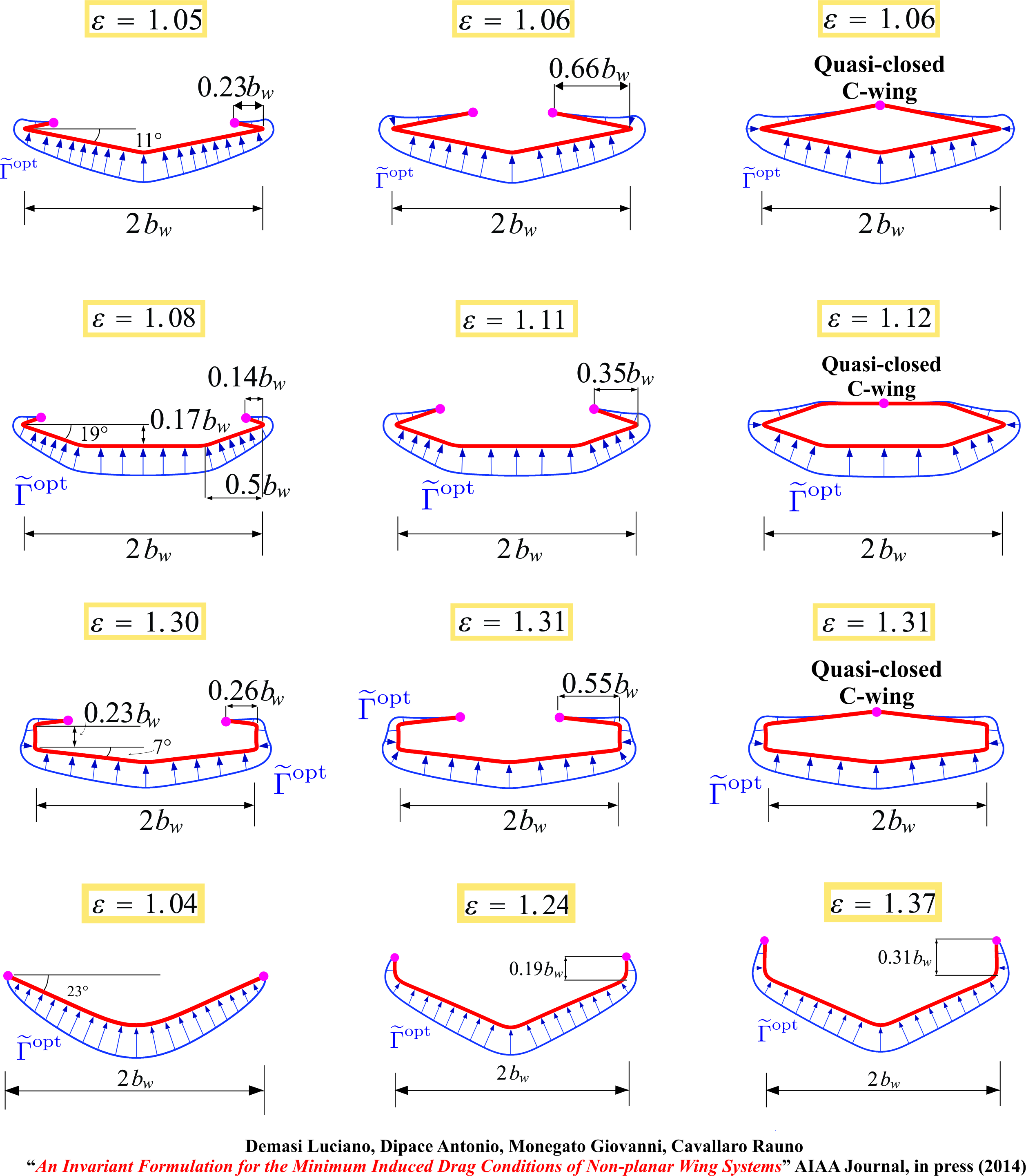
Alas no planas: resultados para el coeficiente de eficiencia aerodinámica óptimo ε

El parámetro «ε» es el índice de eficiencia aerodinámica óptimo y representa la relación entre la eficiencia aerodinámica de un ala no plana determinada y la eficiencia correspondiente de un ala clásica en voladizo de referencia con la misma distancia entre alas y la misma sustentación total. Ambas eficiencias se evalúan para sus respectivas distribuciones de sustentación óptimas. Los valores de ε superiores a 1 indican una resistencia inducida menor que la de un ala clásica en voladizo para la que ε = 1.
Cabe señalar que todas las configuraciones de ala en C tienen un valor de «ε» superior a 1 y que hay poca diferencia (ninguna diferencia con respecto a los dos decimales mostrados en dos de los casos) entre una configuración con un espacio considerable (la segunda entrada de cada fila) y la configuración cerrada correspondiente (la tercera entrada de cada fila). Esto se debe a que la carga de sustentación óptima calculada para los casos cuasi cerrados es muy pequeña en la sección central superior, y esa parte del ala puede eliminarse con pocos cambios en la sustentación o la resistencia.
Las distribuciones de sustentación que se muestran aquí para los casos cuasi cerrados parecen diferentes de las que se muestran típicamente para las alas en forma de caja en la literatura clásica (véase, por ejemplo, la figura 81 de Durand). La solución clásica de Durand se obtuvo mediante un análisis de mapeo conforme que, casualmente, se formuló de manera que daba lugar a cargas ascendentes iguales en los paneles horizontales de la caja. Pero la distribución óptima de la sustentación no es única. Se puede añadir una carga constante hacia dentro (correspondiente a una circulación constante particular) a una carga clásica como la mostrada por Durand para obtener una carga como las de los casos cuasi cerrados que se muestran a continuación. Los dos métodos de análisis dan versiones diferentes de la carga óptima que no son fundamentalmente diferentes. Salvo pequeñas diferencias debidas al método numérico utilizado para los casos cuasi cerrados, los dos tipos de carga son, en principio, solo versiones desplazadas entre sí.